# Siniša Dobrasinović
Siniša Dobrasinović (n. Berane, RFS de Yugoslavia, 17 de febrero de 1977) es un futbolista montenegrino, aunque también tiene nacionalidad chipriota. Juega de centrocampista, y su equipo actual es el A. O. Kavala.

## Biografía
Siniša Dobrasinović empezó su carrera profesional en su país en 1997 cuando debutó con el Rudar Pljevlja.
La temporada 1998-99 la pasa en Bélgica, jugando para el K. S. C. Lokeren. Allí no dispuso de muchas oportunidades y solo disputó tres partidos oficiales.
Al año siguiente se marcha a Chipre. Allí empezó jugando para el Apollon Limassol, con el que conquista el título de Copa en 2001.
Luego se unió al Digenis Akritas Morphou y al AC Omonia, antes de firmar un contrato en 2008 con su actual club, el Anorthosis Famagusta, equipo que tuvo que realizar un desembolso económico de 50 000 euros para poder hacerse con sus servicios.

## Clubes
| Club                    | País       | Año       |
| ----------------------- | ---------- | --------- |
| FK Rudar Pljevlja       | Montenegro | 1997-1998 |
| K. S. C. Lokeren        | Bélgica    | 1998-2000 |
| Apollon Limassol        | Chipre     | 2000-2002 |
| Digenis Akritas Morphou | Chipre     | 2002-2005 |
| AC Omonia               | Chipre     | 2005-2008 |
| Anorthosis Famagusta    | Chipre     | 2008-2009 |
| A. O. Kavala            | Grecia     | 2009-2010 |

## Títulos
- 1 Copa de Chipre (Apollon Limassol, 2001)